# Communauté de communes du Pays Roussillonnais
La communauté de communes du Pays roussillonnais (CCPR) est une ancienne communauté de communes française, située dans le département de l'Isère et la région Auvergne-Rhône-Alpes.
Au 1er janvier 2019, elle fusionne avec la communauté de communes du Territoire de Beaurepaire pour former la nouvelle communauté de communes Entre Bièvre et Rhône.

## Composition
Elle est composée des 22 communes suivantes :
| Nom                          | Code Insee | Gentilé        | Superficie (km2) | Population (dernière pop. légale) | Densité (hab./km2) |
| ---------------------------- | ---------- | -------------- | ---------------- | --------------------------------- | ------------------ |
| Saint-Maurice-l'Exil (siège) | 38425      | Samauritains   | 12,82            | 6 030 (2014)                      | 470                |
| Agnin                        | 38003      | Agnitaires     | 7,96             | 1 069 (2014)                      | 134                |
| Anjou                        | 38009      | Anjoulois      | 5,03             | 1 016 (2014)                      | 202                |
| Assieu                       | 38017      | Assieutois     | 12,34            | 1 373 (2014)                      | 111                |
| Auberives-sur-Varèze         | 38019      | Auberivois     | 7,05             | 1 472 (2014)                      | 209                |
| Bougé-Chambalud              | 38051      | Bougérards     | 15,85            | 1 400 (2014)                      | 88                 |
| Chanas                       | 38072      | Chanasiens     | 11,65            | 2 467 (2014)                      | 212                |
| La Chapelle-de-Surieu        | 38077      | Chapelains     | 11,22            | 729 (2014)                        | 65                 |
| Cheyssieu                    | 38101      | Cheyssinois    | 8,55             | 1 042 (2014)                      | 122                |
| Clonas-sur-Varèze            | 38114      | Clonarins      | 6,83             | 1 506 (2014)                      | 220                |
| Le Péage-de-Roussillon       | 38298      | Péageois       | 7,41             | 6 676 (2014)                      | 901                |
| Les Roches-de-Condrieu       | 38340      | Rochelois      | 1,03             | 2 078 (2014)                      | 2 017              |
| Roussillon                   | 38344      | Roussillonnais | 11,62            | 8 187 (2014)                      | 705                |
| Sablons                      | 38349      | Sablonnais     | 10,23            | 2 188 (2014)                      | 214                |
| Saint-Alban-du-Rhône         | 38353      | Saint-Albanais | 3,56             | 856 (2014)                        | 240                |
| Saint-Clair-du-Rhône         | 38378      | Saint-Clairois | 7,16             | 3 902 (2014)                      | 545                |
| Saint-Prim                   | 38448      | Saint-Primois  | 7,30             | 1 318 (2014)                      | 181                |
| Saint-Romain-de-Surieu       | 38452      | Sainromaintais | 4,71             | 348 (2014)                        | 74                 |
| Salaise-sur-Sanne            | 38468      | Salaisiens     | 16,15            | 4 498 (2014)                      | 279                |
| Sonnay                       | 38496      | Sonnayards     | 14,17            | 1 242 (2014)                      | 88                 |
| Ville-sous-Anjou             | 38556      | Terrebassiens  | 18,25            | 1 186 (2014)                      | 65                 |
| Vernioz                      | 38536      | Vergnos        | 11,32            | 1 241 (2014)                      | 110                |

La C.C.P.R est présidée par Francis Charvet, ancien maire de Saint-Maurice l'Exil.(2001-2014)

## Compétences
La Communauté de Communes exerce, en lieu et place des 22 communes membres, les compétences d'intérêt communautaire qui lui ont été déléguées par ces dernières. Depuis sa création en 2002, elle n'a cessé d'accroître ses compétences et se fait de plus en plus présente dans le quotidien de ses habitants.
Ses domaines d'intervention sont multiples et concernent:
- la collecte des déchets ménagers en porte à porte, en déchetterie, ou en point d'apport volontaire (pour le verre et les vêtements) ;

- la sécurisation, l'aménagement et l'entretien de quelque 560 km de voiries ;
- l'animation de son PLH (Programme Local de l'Habitat) pour répondre aux besoins de la population en matière de logement ;

- le développement d'actions diverses dans le domaine social, voire médico-social, en direction des jeunes, des familles et des personnes en difficulté ;
- la gestion des Transports en commun du Pays roussillonnais, les TPR, qui couvrent l'ensemble de son territoire ;
- l'instruction des dossiers d'urbanisme pour la quasi-totalité de ses communes ;
- la valorisation de ses patrimoines touristiques (historiques, naturels, artisanaux et industriels) ;
- le développement d'activités culturelles ou artistiques au bénéfice de chacun ;
- la gestion d'équipements sportifs sur l'ensemble du territoire : centre aquatique Aqualône, piscine Charly-Kirakossian, ainsi que les complexes sportifs Pierre-Quinon et Frédéric-Mistral ;
- le développement, la promotion et l'aménagement des zones d'activités économiques d'intérêt communautaire ;
- Par toutes ses actions dans ces différents domaines, la Communauté de Communes du Pays roussillonnais participe au développement durable de son territoire.

## Historique
Jusqu'en 2005, le nom de la communauté de communes était Communauté de communes du canton de Roussillon.